# Pongrátz Gellért Mihály
Pongrátz Gellért Mihály (Tata, 1814. május 22. – Nyírbátor, 1880. március 30.) teológiai és bölcseleti doktor, a minorita rend főnöke, a Ferenc József-rend lovagja.

## Élete
Elvégezte a teológiát, majd 1840. október 30-án lépett be a rendbe. 1843. február 6-án szentelték pappá. Elemi iskolai tanító volt, majd hittérítő, gimnáziumi tanár Lugoson és Kassán és igazgató-tanár, majd Marosvásárhelyen, Nagyenyeden és Imregen hitszónok. Ezután házfőnök volt Nagybányán, ahol ő emelte a gimnáziumot hat osztályúvá, azután nagygimnáziummá. 1868-ban tartományfőnök lett. A bécsi Állat- és Növénytani Társaság és a Magyar Természettudományi Társulat tagja volt. Ovidius és Sappho több művét is lefordította.

## Írásai
Cikkei a nagybányai római katolikus főgimnázium Értesítőjében (1854. P. Ovidius Naso Heroidjeiből, Sappho levele Phaonhoz, magyar versekben, 1855. Buzdító szózat a tanuló ifjúsához két fő polgári erényre, 1858. Bányászati vázlat, bányászati magyar műszavak, 1867. Paedagogiai vázlat); a Magyar Népvilágban (1857. Tata aug. 26.). 

## Művei
- Örömdal, mellyel Begovcsevich Ignácz úrnak példás nejét szül. Jursich Borbála aszszonyságot, dicső névünnepén megtisztelé a háladatosság. Miskolcz, 1834
- Emlénykoszorú, mellyet Főtiszt. Szabó Román János atyának magyar- és erdélyországi minorita-szerzet főigazgatójának midőn a szilágy-somlyói szerzetes lakban törvényes szemlét tartana ... 1842. Nagyvárad (költemény)
- Öröm-ének. Ft. s t. Szabó Román János atya magyar- és erdélyországi minorita-rend főkormánynokának, midőn 1845-ki Január 26-án 61. születés-napját ünnepelné, mély hódolatul szentelve. Miskolcz
- Örömdal Paulinnyi Paulin tiszteletére ... 1852
- Ode honoribus Ignatii Fábry ... 1855
- Örömdal, melyet Haas Mihály ... ő Nagyságának, midőn 1859. márt. 6. szathmári püspöki székébe beiktattatnék, hódolva szentel a minorita-rend nagybányai társasháza. Nagy-Károly, 1859
- Örömdal Lipovniczky István nagyváradi püspök beiktatása ünnepélye alkalmából... 1862
- Pásztor dal Gaal Damascén tiszteletére... 1862
- P. Ovidius Naso Heroidái vagyis őskori hősnők levelei. Magyarítá... Bpest, 1873

Megjelent még egy úrnapi szent beszéde 1852-ben és egy magyar eclogája. 